# Districtul Charouine
Charouine este un district din provincia Adrar, Algeria.